# Yoshitsugu Matsuoka
Yoshitsugu Matsuoka (松岡 禎丞 Matsuoka Yoshitsugu?,  Hokkaidō, Japón, 17 de septiembre de 1986) es un actor de voz y cantante japonés, afiliado a I'm Enterprise. Matsuoka ha ganado el premio a "Mejor actor nuevo" en la sexta edición de los Seiyū Awards y el premio a "Mejor actor principal" en la décima edición.

## Filmografía
Roles principales en negrita.

### Anime
2010
- To Love-Ru Darkness como Nakajima

- Ore no Imōto ga Konna ni Kawaii Wake ga Nai como Kaede Makabe

2011
- Ro-Kyu-Bu! como Kazunari Uehara
- Seikon no Qwaser II como Leon Max Muller
- Hōrō Musuko como Riku Seya
- Kami-sama no Memo-chō como Narumi Fujishima
- Sacred Seven como Fujimura
- Shakugan no Shana III (Final) como François Auric
- THE iDOLM@STER como ""Shouta Mitarai""

2012
- Campione! como Kusanagi Godou.
- Chōsoku Henkei Gyrozetter como Shunsuke Hayami
- Lagrange: The Flower of Rin-ne como Array
- Sakura-sō no Pet na Kanojo como Sorata Kanda
- High School DxD como Freed Sellzen
- Sword Art Online como Kazuto Kirigaya/Kirito
- Tari Tari como Makoto Miyamoto
- Hori-san to Miyamura-kun como Izumi Miyamura

2013
- Ore no Imōto ga Konna ni Kawaii Wake ga Nai II como Kaede Makabe
- Makai Ouji: Devils and Realist como Sitry
- Ro-Kyu-Bu! SS como Kazunari Uehara
- High School DxD New como Freed Sellzen
- Nagi no Asukara como Shun Sayama
- Arata Kangatari como Arata
- Diamond no Ace como Shinji Kanemaru
- Yowamushi Pedal como Hajime Aoyagi
- Love Lab como Masaomi Ikezawa
- To Aru Kagaku no Railgun S como Furyō
- Strike the Blood como Voltisloa, Kira Lebedev
- Magi: The Kingdom of Magic como Titus Alexius
- Miyakawa-ke no Kūfuku como Kazuhiko Ōsawa
- Diamond no Ace como Kanemaru Shinji

2014
- Buddy Complex como Aoba Watase
- Akame ga Kill! como Lubbock
- Ao Haru Ride como Tōma Kikuchi
- No Game No Life como Sora
- Ōkami Shōjo to Kuro Ōji como Nozomi Kamiya
- Mahōka Kōkō no Rettōsei como Masaki Ichijo
- Mangaka-san to Assistant-san to como Aito Yūki
- Yowamushi Pedal GRANDE ROAD como Hajime Aoyagi
- M3: Sono Kuroki Hagane como Akashi Saginuma
- Sword Art Online II como Kazuto Kirigaya/Kirito
- Seirei Tsukai no Bladedance como Jio Inzagi
- Trinity Seven como Arata Kasuga
- Shirobako como Tatsuya Ochiai
- Denki-gai no Honya-san como Kantoku

2015
- Absolute Duo como Tōru Kokonoe
- Unlimited Fafnir como Yū Mononobe
- High School DxD BorN como Freed Sellzen
- Makura no Danshi como Yū Maiki
- Mikagura Gakuen Kumikyoku como Bimii
- Saenai Heroine no Sodatekata como Tomoya Aki
- Denpa Kyōshi como Taki Ogawara (ep 18)
- Shokugeki no Sōma como Sōma Yukihira
- Dungeon ni Deai wo Motomeru no wa Machigatteiru Darō ka? como Bell Cranel
- Binan Kōkō Chikyū Bōei-bu Love! como Shō Komi (ep.8)
- Aoharu x Kikanjū como Tōru Yukimura
- Fate/kaleid liner Prisma☆Illya 2wei Herz! como Reīchi Gakumazawa
- Rakudai Kishi no Cavalry como Shizuya Kirihara
- Kūsen Madōshi Kōhosei no Kyōkan como Kanata Age
- Diamond no Ace S2 como Kanemaru Shinji
- Sakura-sō no Pet na Kanojo como Sorata Kanda

2016
- Prince of Stride: Alternative como Kei Kamoda
- Dimension W como Koorogi
- Luck & Logic como Orga Brakechild
- Seisen Cerberus: Ryūkoku no Fatalités como Hīro
- Niji-iro Days como Hashiba Natsuki
- Super Lovers como Kaidou Aki
- Re:Zero kara Hajimeru Isekai Seikatsu como Petelgeuse Romanée-conti
- Kyōkai no Rinne S2 como Oboro
- Shokugeki no Sōma - Ni no Sara como Sōma Yukihira
- SERVAMP como Belkia
- Mob Psycho 100 como Teruki Hanazawa
- Days como Jin Kazama
- Saiki Kusuo no Psi-nan como Anp
- Watashi ga Motete Dōsunda como Hayato Shinomiya

2017
- Eromanga Sensei como Masamune Izumi
- ēlDLIVE como Dr. Love
- Chaos;Child como Takuru Miyashiro
- ClassicaLoid como Richard Wagner
- THE iDOLM@STER SideM como Shouta Mitarai
- Saenai Heroine no Sodatekata Flat como Tomoya Aki
- Hitorijime My Hero como Kensuke Oshiba
- Kyōkai no Rinne S3 como Oboro
- Knight's & Magic como Olver Bromdal
- Shokugeki no Sōma: San no Sara como Sōma Yukihira
- Itsudatte Bokura no Koi wa 10 cm Datta. como Kōdai Yamamoto (ep 6)
- Ousama Game The Animation como Toshiyuki Abe
- Star-Myu: High School Star Musical 2 como Akira Ugawa
- Garo: Vanishing Line como Nero

2018
- Devils' Line como Yūki Anzai
- Free! Dive to the future como Shizuru Isurugi
- Sword Art Online: Alicization como Kazuto Kirigaya
- Hakata Tonkotsu Ramens como Yamato
- Grancrest Senki como Moreno Dortous
- Sanrio Danshi como Subaru Amagaya
- Sora yori mo Tooi Basho como Toshio Saizen
- Gundam Build Divers como Do-ji
- Shokugeki no Souma: San no Sara - Tootsuki Ressha-hen como Sōma Yukihira
- Alice or Alice como Ani
- Ken En Ken: Aoki Kagayaki como Pu Zhao
- Goblin Slayer como Lancero
- Beelzebub-jō no Okinimesu Mama. como Astaroth

2019
- Egao no Daika como Joshua Ingram
- Tate no Yūsha no Nariagari como Ren Amaki
- Go-Tōbun no Hanayome como Fūtarō Uesugi
- Kimetsu no Yaiba como Inosuke Hashibira
- Hoshiai no Sora como Itsuki Ameno
- Shoumetsu Toshi como Yoshiaki
- Star-Myu: High School Star Musical 3 como Akira Ugawa
- Kengan Ashura como Raian Kure
- Dungeon ni Deai wo Motomeru no wa Machigatteiru Darō ka? II como Bell Cranel
- Lord El-Melloi II Sei no Jikenbo: Rail Zeppelin Grace Note como Flat Escardos
- Cannon Busters como Philly the Kid
- Shokugeki no Sōma: Shin no Sara como Sōma Yukihira
- Sword Art Online: Alicization - War of Underworld como Kazuto Kirigaya
- Enen no Shouboutai como Yona

2020
- Sword Art Online: Alicization - War of Underworld como Kazuto Kirigaya
- Darwin's Game como King
- Hatena Illusion como Makoto Shiranui
- Ahiru no Sora como Hyou Fuwa
- Shokugeki no Sōma: Gō no Sara como Sōma Yukihira
- Dungeon ni Deai wo Motomeru no wa Machigatteiru Darō ka? III como Bell Cranel
- Dokyuu Hentai HxEros como Retto Enjō
- Infinite Dendrogram como Flamingo
- Otome Game no Hametsu Flag Shika Nai Akuyaku Reijō ni Tensei Shiteshimatta... como Nicole Ascart
- Yu-Gi-Oh! Sevens como Nail Saionji
- Umibe no Étranger como Mio Chibana

2021
- Go-Tōbun no Hanayome ∬ como Fūtarō Uesugi
- Osananajimi ga Zettai ni Makenai Love Comedy como Sueharu Maru
- Seirei Gensōki como Rio/Haruto Amakawa
- Tokyo Revengers como Mitsuya Takashi
- RE-MAIN como Norimichi Ishikawa
- Kimetsu no Yaiba – Yūkaku-hen como Inosuke Hashibira
- Jujutsu Kaisen como Kokichi Muta/Mechamaru
- Shūmatsu no Valkyrie como Loki

2022
- Shikkakumon no Saikyō Kenja como Gilas
- Tate no Yūsha no Nariagari Season 2 como Ren Amaki
- Dungeon ni Deai wo Motomeru no wa Machigatteiru Darō ka? IV como Bell Cranel
- Blue Lock como Jingo Raichi
- Sasaki to Miyano como Hirano Taiga
- Bleach: Sennen Kessen-hen como Äs Nödt
- Overlord IV como Philip Dayton L'Eyre Montserrat
- The Eminence in Shadow como Hyoro Gari

2023
- Tomo-chan wa Onnanoko! como Tatsumi Tanabe
- Dungeon ni Deai wo Motomeru no wa Machigatteiru Darō ka? IV Parte 2 como Bell Cranel
- The Reincarnation of the Strongest Exorcist in Another World como Kairu
- Handyman Saitō in Another World como Cains
- The Tale of the Outcasts como Citri
- Kimetsu no Yaiba – Katanakaji no Sato Hen como Inosuke Hashibira
- I Got a Cheat Skill in Another World como Yūya Tenjō
- Goblin Slayer II como Lancero
- Helck como Azudra
- Ron Kamonohashi: Deranged Detective como Milo Moriarty.

2024
- Mission: Yozakura Family como Kengo Yozakura
- Tsuki Ga Michibiku Isekai Douchuu Season 2 como root
- Sengoku Yōko como Mudo

2025
- Teogonia como Orha
- Gachiakuta como Zanka Nijiku

### Películas
2017
- Sword Art Online: Ordinal Scale como Kazuto Kirigaya
- No Game, No Life Zero como Riku
- Trinity Seven the Movie: The Eternal Library and the Alchemist Girl como Arata Kasuga

2019
- Dungeon ni Deai o Motomeru no wa Machigatteiru Darō ka Gaiden: Sword Oratoria como Bell Cranel
- Trinity Seven Movie 2: Heavens Library to Crimson Lord como Arata Kasuga
- Kimi dake ni Motetainda como Aki Sahashi
- Saenai Heroine no Sodatekata Fine como Tomoya Aki

2020
- Goblin Slayer: Goblin's Crown como Lancero
- Shirobako Movie como Tatsuya Ochiai
- Kimetsu no Yaiba Movie: Mugen Ressha-hen como Inosuke Hashibira
- Umibe no étranger como Mio Chibana

2021
- Pretty Guardian Sailor Moon Eternal como Helios "El Sacerdote y Guardian de Elysion"/ El Pegaso
- Sword Art Online Progressive: Aria of a Starless Night como Kazuto Kirigaya/Kirito

2022
- Go-Toubun no Hanayome The Movie como Futaro Uesugi
- Sword Art Online Progressive: Scherzo of The Deep Night como Kazuto Kirigaya/Kirito

### OVA
- Code Geass: Akito the Exiled como Yukiya Naruse.
- Harmonie como Honjou Akio
- Hybrid Child como Tsukishima
- Hori-san to Miyamura-kun como Izumi Miyamura
- Sword Art Online Extra Edition como Kazuto Kirigaya/Kirito

### CD Drama
- Nijiiro Days como Hashiba Natsuki
- L'étranger series como Chibana Mio
- Seirei Gensouki como Rio / Amakawa Haruto
- Romantic Joutou como  Kei

### Videojuegos
- Chaos;Child como Takuru Miyashiro
- Captain Tsubasa: Dream Team como Tomeya Akai.
- Captain Tsubasa: Rise of New Champions como Juan Díaz.
- Sword Art Online: Infinity Moment como Kazuto Kirigaya/Kirito.
- Sword Art Online: Lost Song como Kazuto Kirigaya/Kirito.
- Sword Art Online: Hollow Fragment como Kazuto Kirigaya/Kirito.
- Sword Art Online: Memory Defrag como Kazuto Kirigaya/Kirito.
- Sword Art Online: Hollow Realization como Kazuto Kirigaya/Kirito
- Sword Art Online: Fatal Bullet como Kazuto Kirigaya/Kirito
- Sword Art Online: Acilization Rissing Steel como Kazuto Kirigaya/Kirito
- Dengeki Bunko Fighting Climax como Kazuto Kirigaya/Kirito.
- Glass Heart Princess como Gai Doumyouji.
- Octopath Traveler como Therion.
- Fire Emblem Heroes como Hríd.
- Grand Chase Dimensional Chaser como Lass.
- Genshin Impact como Xiao.
- Alchemy Stars como Sylva.
- Arena of Valor comoKazuto Kirigaya/Kirito.
- Tower of Fantasy como King.
- Punishing: Gray Raven como Lee.
- Tales of Arise como Law

## Música
- Participó en el opening Believe My Dice y en el ending a shadow's love song de la serie Makai Ōji: Devils and Realist. En ambos, junto con Takuya Eguchi, Takuma Terashima y Tetsuya Kakihara.[4]
- Interpretó los temas Alice or Guilty (episodios 10 y 19) y Koi o Hajimeyou (episodio 21) de la serie The Idolmaster. Ambos junto con Daichi Kanbara y Takuma Terashima.[5]
- En el OVA Sakura Taisen: Kanadegumi interpretó el opening Enbukyoku, Kimi ni junto con Satoshi Hino, Yoshimasa Hosoya, Yūki Kaji y Shinnosuke Tachibana.[6]
- Junto con sus compañeros de elenco interpretó el primer y último endings de Nijiiro Days Rainbow Days! y Hallelujah! Shinin' Days (ハレルヤ！Shinin‘Days), respectivamente. Además, cantó el segundo ending Arch (アーチ).[7]
- Interpreta junto a sus compañeros Yūki Ono, Nobunaga Shimazaki y Keisuke Kōmoto el opening de Watashi ga Motete Dousunda 『Prince×Prince』.
- Interpretó junto con Toshiki Masuda, Tomoaki Maeno y Shinnosuke Tachibana el ending de Hitorijime My Hero titulado TRUE LOVE